# 델리
델리(영어: Delhi, 힌디어: दिल्ली, 펀자브어: ਦਿੱਲੀ, 우르두어: دہلی/دلّی), 또는 공식 명칭 델리 국가수도직할구(영어: National Capital Territory of Delhi)는 인도의 수도권이며, 인도의 상업·공업·정치 중심지의 하나이다. 그곳에는 올드델리와 뉴델리라는 구/신시가지로 나눌 수 있다. 옛날에 올드 델리는 소도시였는데, 영국 식민지 시대 때 수도의 개발로 인해 뉴델리가 건설되었다. 영국의 설계와 건설에 의한 신도시 부분을 뉴델리라고 부르고, 예부터 있는 도시를 올드 델리라고 부르고 있다. 2001년 인도 인구 조사 결과 델리의 인구는 13,782,976명이고, 2010년 현재 델리를 중심으로 한 광역 도시권(수도권)에만 약 157,000,000명이 살고 있다.

## 델리 지역의 도시
- 인드라프라스타 : 베다 시대에 존재했던 고대 인도 국가인 쿠루 왕국의 주요 도시로, 마하바라타에서 판다바들의 거점으로 등장한다.
- 올드델리 : 델리 술탄 왕조, 무굴 제국 시대의 수도이자 델리의 구시가지.
- 뉴델리 : 델리의 신시가지.

## 교통
인디라 간디 국제공항이 있다.

## 인구
| 연도                      | 인구       | ±%     |
| ------------------------- | ---------- | ------ |
| 1901                      | 214,115    | —      |
| 1911                      | 237,944    | +11.1% |
| 1921                      | 304,420    | +27.9% |
| 1931                      | 373,789    | +22.8% |
| 1941                      | 578,813    | +54.9% |
| 1951                      | 1,119,870  | +93.5% |
| 1961                      | 2,061,758  | +84.1% |
| 1971                      | 3,287,883  | +59.5% |
| 1981                      | 5,099,539  | +55.1% |
| 1991                      | 7,423,193  | +45.6% |
| 2001                      | 9,879,172  | +33.1% |
| 2011                      | 11,034,555 | +11.7% |
| 출처: Government of India |            |        |

## 기후

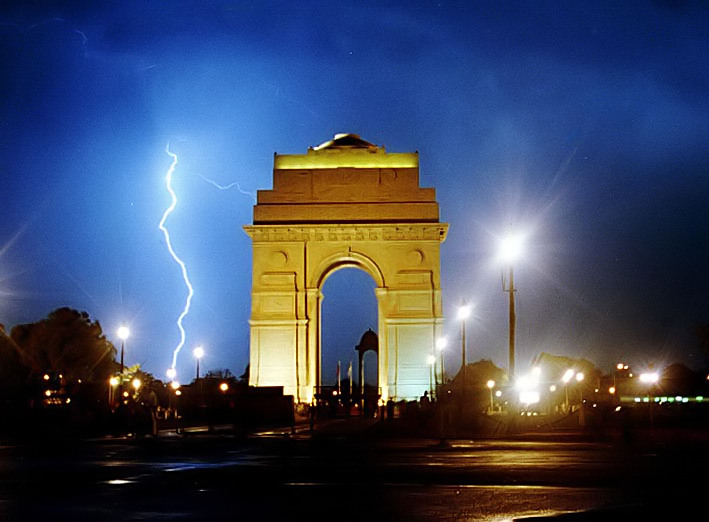
번개가 인도문 근처에 떨어지고 있다. 델리는 대부분의 강수가 7월과 8월의 몬순 기간에 집중된다.

델리는 몬순의 영향을 받는 아열대성 기후(쾨펜의 기후 구분 Cwa)이다. 또한, 여름과 겨울간의 기온과 강수량 편차가 크다. 델리는 습윤한 아열대성 기후에 속하지만, 사막 기후의 특징인 모래폭풍이 자주 발생한다는 점에서 상파울루, 도쿄, 브리즈번과 같은 일반적인 아열대 기후의 도시와는 확연한 차이를 보인다. 델리는 일반적인 아열대 기후를 가진 다른 도시들에 비해 겨울이 건조하며, 아주 더운 날씨가 길게 이어진다. 여름은 4월초에 시작하여 5월달에 절정을 이룬다. 델리의 5월 평균 기온은 32℃에 이르며 기온이 45℃까지 치솟기도 한다. 6월 말부터는 몬순이 시작되어 9월 중순까지 계속된다. 몬순때의 평균 강수량은 797.3mm 정도이다. 이때의 평균 기온은 29℃인데, 비가 올때는 25℃까지 내려가기도 한다. 반대로 건조한 날이 지속되면 기온이 32℃까지 올라가기도 한다. 몬순은 9월 말까지 이어지며, 후기 몬순이 10월 말까지 계속된다. 이때 평균 기온은 29℃에서 21℃로 내려간다.
겨울은 11월에 시작하여 1월달에 절정을 이룬다. 1월의 평균 기온은 12~13℃이다. 델리의 겨울은 상당히 온화한 편이지만, 때때로 델리의 근방에 위치한 히말라야에서 불어오는 냉기류가 기온을 영하로 만들기도 한다. 또한, 델리는 겨울철의 짙은 안개로 악명이 높다. 그래서 12월에는 짙은 안개가 도로나 항공, 철도등의 교통 시스템에 혼란을 주기도 한다.. 짙은 안개는 2월 초에 끝나며, 그 후에는 여름이 시작되기 전에 짧은 봄이 이어진다.
델리에서 관측된 가장 높은 기온은 47℃, 가장 낮은 기온은 -0.6℃이다.
| 뉴델리 (사프다르정)의 기후                                                          | 뉴델리 (사프다르정)의 기후 | 뉴델리 (사프다르정)의 기후 | 뉴델리 (사프다르정)의 기후 | 뉴델리 (사프다르정)의 기후 | 뉴델리 (사프다르정)의 기후 | 뉴델리 (사프다르정)의 기후 | 뉴델리 (사프다르정)의 기후 | 뉴델리 (사프다르정)의 기후 | 뉴델리 (사프다르정)의 기후 | 뉴델리 (사프다르정)의 기후 | 뉴델리 (사프다르정)의 기후 | 뉴델리 (사프다르정)의 기후 | 뉴델리 (사프다르정)의 기후 |
| 월                                                                                  | 1월                        | 2월                        | 3월                        | 4월                        | 5월                        | 6월                        | 7월                        | 8월                        | 9월                        | 10월                       | 11월                       | 12월                       | 연간                       |
| ----------------------------------------------------------------------------------- | -------------------------- | -------------------------- | -------------------------- | -------------------------- | -------------------------- | -------------------------- | -------------------------- | -------------------------- | -------------------------- | -------------------------- | -------------------------- | -------------------------- | -------------------------- |
| 역대 최고 기온 °C (°F)                                                              | 32.5 (90.5)                | 34.1 (93.4)                | 40.6 (105.1)               | 45.6 (114.1)               | 47.2 (117.0)               | 46.7 (116.1)               | 45.0 (113.0)               | 42.0 (107.6)               | 40.6 (105.1)               | 39.4 (102.9)               | 36.1 (97.0)                | 30.0 (86.0)                | 47.2 (117.0)               |
| 일평균 최고 기온 °C (°F)                                                            | 20.1 (68.2)                | 24.2 (75.6)                | 29.9 (85.8)                | 36.5 (97.7)                | 39.9 (103.8)               | 39.0 (102.2)               | 35.6 (96.1)                | 34.2 (93.6)                | 34.1 (93.4)                | 33.0 (91.4)                | 28.4 (83.1)                | 22.8 (73.0)                | 31.4 (88.5)                |
| 일일 평균 기온 °C (°F)                                                              | 13.9 (57.0)                | 17.6 (63.7)                | 22.9 (73.2)                | 29.1 (84.4)                | 32.7 (90.9)                | 33.3 (91.9)                | 31.5 (88.7)                | 30.4 (86.7)                | 29.6 (85.3)                | 26.2 (79.2)                | 20.5 (68.9)                | 15.6 (60.1)                | 25.3 (77.5)                |
| 일평균 최저 기온 °C (°F)                                                            | 7.5 (45.5)                 | 10.6 (51.1)                | 15.6 (60.1)                | 21.3 (70.3)                | 25.8 (78.4)                | 27.7 (81.9)                | 27.5 (81.5)                | 26.7 (80.1)                | 25.0 (77.0)                | 19.5 (67.1)                | 13.0 (55.4)                | 8.4 (47.1)                 | 18.9 (66.0)                |
| 역대 최저 기온 °C (°F)                                                              | −0.6 (30.9)                | 1.6 (34.9)                 | 4.4 (39.9)                 | 10.7 (51.3)                | 15.1 (59.2)                | 17.6 (63.7)                | 20.3 (68.5)                | 20.7 (69.3)                | 16.1 (61.0)                | 9.4 (48.9)                 | 3.9 (39.0)                 | 0.0 (32.0)                 | −0.6 (30.9)                |
| 평균 강우량 mm (인치)                                                               | 19.1 (0.75)                | 21.3 (0.84)                | 17.4 (0.69)                | 16.3 (0.64)                | 30.7 (1.21)                | 74.1 (2.92)                | 209.7 (8.26)               | 233.1 (9.18)               | 123.5 (4.86)               | 15.1 (0.59)                | 6.0 (0.24)                 | 8.1 (0.32)                 | 774.4 (30.5)               |
| 평균 강우일수                                                                       | 1.7                        | 1.5                        | 1.7                        | 1.0                        | 2.7                        | 4.8                        | 9.7                        | 10.2                       | 5.5                        | 0.8                        | 0.4                        | 0.6                        | 40.6                       |
| 평균 상대 습도 (%) (17:30)                                                          | 57                         | 46                         | 37                         | 25                         | 28                         | 43                         | 63                         | 68                         | 60                         | 47                         | 52                         | 59                         | 49                         |
| 평균 월간 일조시간                                                                  | 220.1                      | 223.2                      | 248.0                      | 276.0                      | 285.2                      | 219.0                      | 179.8                      | 176.7                      | 219.0                      | 260.4                      | 246.0                      | 220.1                      | 2,773.5                    |
| 평균 일일 일조시간                                                                  | 7.1                        | 7.9                        | 8.0                        | 9.2                        | 9.2                        | 7.3                        | 5.8                        | 5.7                        | 7.3                        | 8.4                        | 8.2                        | 7.1                        | 7.6                        |
| 평균 일일 낮 시간                                                                   | 10.6                       | 11.2                       | 12.0                       | 12.9                       | 13.6                       | 13.9                       | 13.8                       | 13.1                       | 12.3                       | 11.5                       | 10.7                       | 10.3                       | 12.2                       |
| 가능 일조율                                                                         | 67                         | 71                         | 67                         | 71                         | 68                         | 53                         | 42                         | 44                         | 59                         | 73                         | 77                         | 69                         | 63                         |
| 출처 1: 인도 기상청 (평년값: 1991년~2020년, 극값: 1901년~현재, 일조: 1971년~2000년) |                            |                            |                            |                            |                            |                            |                            |                            |                            |                            |                            |                            |                            |
| 출처 2: 일본 기상청, Weather Atlas (낮 시간)                                        |                            |                            |                            |                            |                            |                            |                            |                            |                            |                            |                            |                            |                            |